# Lekplatsen
Lekplatsen är en svenskspråkig barnsång från 1900-talet som handlar om lekplatser. Texten skrevs av Gullan Bornemark. Sången ingår i Anita och Televinken, som lärt barn hur man ska bete sig i trafiken och därför torde temat syfta på att man inte skall leka på vägen, även om det aldrig nämns i sången.